# Bundesstraße 513
Pour les articles homonymes, voir Route 513.
La Bundesstraße 513 est une Bundesstraße du Land de Rhénanie-du-Nord-Westphalie.

## Géographie
La B 513 relie la ville de Sassenberg dans l'arrondissement de Warendorf à la ville de Gütersloh dans l'arrondissement du même nom.

## Histoire
La Bundesstraße 513 est établie le 1er janvier 1967.

## Source
- (de) Cet article est partiellement ou en totalité issu de l’article de Wikipédia en allemand intitulé « Bundesstraße 513 » (voir la liste des auteurs).

1. ↑  (de) « Die Bundes- und Reichsstraßen in Deutschland - Nr. ab 399 » [archive du 15 octobre 2008], sur home.arcor.de (consulté le 18 juillet 2025)